# John Bidwell

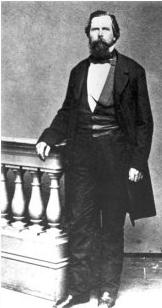
John Bidwell

John Bidwell (* 5. August 1819 im Chautauqua County, New York; † 4. April 1900 in Chico, Kalifornien) war in ganz Kalifornien und den Vereinigten Staaten als bedeutender Siedler, Farmer, Soldat, Staatsmann, Politiker und Philanthrop bekannt. Berühmtheit erlangte er dadurch, dass er eine der ersten Auswanderer-Gruppen auf dem California Trail anführte und später die Stadt Chico gründete.

## Leben
Bidwell wurde im Staat New York geboren. Mit seinen Eltern zog er 1829 nach Erie, Pennsylvania, und 1831 in das Ashtabula County in Ohio. Er studierte an der Kingsville Academy und arbeitete bis 1840 als Lehrer, erst in Ohio und später in Missouri.
1841 war Bidwell einer der ersten Auswanderer auf dem California Trail (siehe Bartleson-Bidwell Party). Direkt nach Bidwells Ankunft in Kalifornien stellte ihn John Sutter als Geschäftsführer ein. Kurz nachdem James W. Marshall 1848 in der Nähe von Sutter’s Mill Gold entdeckt hatte und damit den kalifornischen Goldrausch auslöste, begann auch Bidwell nach Gold zu suchen und wurde bald am Feather River fündig. Der Claim war ertragreich, und der Ort wurde als Bidwell’s Bar bekannt, wobei Bar hier für eine Sandbank im Fluss steht, nicht für einen Gastronomiebetrieb. Aus seinem Claim ging eine Siedlung hervor, die später flussabwärts verlegt wurde und nach mehreren Namenswechseln als Oroville zeitweilig die wichtigste Goldgräbersiedlung Kaliforniens war.
Bidwell war aber anscheinend nicht am Goldschürfen an sich interessiert; vielmehr nutzte er den Erlös aus der Mine als Startkapital, um sich in der Landwirtschaft zu etablieren. Er erwarb spanische Landrechte in Sacramento Valley, die er später verkaufte, um am Chico Creek eine Ranch und Farm zu errichten.
Bidwell kämpfte im Mexikanisch-Amerikanischen Krieg, wo er den Rang eines Majors erhielt. Er wurde 1849 in den Senat von Kalifornien gewählt und beaufsichtigte 1850 sowie 1860 die Volkszählungen. 1860 war er Delegierter auf dem nationalen Parteitag der Demokraten, die er mit dem Ausbruch des Bürgerkrieges 1861 verließ. 1863 wurde er zum Brigade-General der kalifornischen Miliz ernannt. 1864 nahm er am nationalen Parteitag der Republikaner in Baltimore teil; von 1865 bis 1867 war er republikanisches Mitglied im US-Repräsentantenhaus.
Seine Frau, Annie Bidwell, war die Tochter eines prominenten, hochrangigen Beamten aus Washington. Sie war tief religiös und engagierte sich in einer Vielzahl ethischer und sozialer Fragen. Unter anderem war sie sehr aktiv in der Wahlrechts- und Prohibitionsbewegung.
Die Bidwells heirateten am 16. April 1868 in Washington. Unter den Gästen waren der Präsident der Vereinigten Staaten, Andrew Johnson, und der zukünftige Präsident Ulysses S. Grant. Nachdem sie gemeinsam nach Chico zurückgekehrt waren, nutzten die Bidwells ihre Villa ausgiebig zur Unterhaltung ihrer Freunde. Unter den Gästen, die die Villa der Bidwells besuchten, waren der Präsident Rutherford B. Hayes, General William T. Sherman, Susan B. Anthony, Frances Willard, der kalifornische Gouverneur Leland Stanford, John Muir, Joseph Dalton Hooker und Asa Gray.
1875 wurde Bidwell von der Anti-Monopoly Party für die Wahl zum Gouverneur von Kalifornien aufgestellt. Als strenger Verfechter der Abstinenzbewegung hatte er 1888 den Vorsitz auf dem Parteitag der Prohibition Party in Kalifornien und wurde von der Partei 1890 auch als Kandidat für das Amt des Gouverneurs nominiert. 1892 kandidierte er für die Prohibition Party für das Amt des Präsidenten der Vereinigten Staaten. Die Bidwell/Cranfill-Liste erhielt 271.058 Stimmen, das entsprach 2,3 % landesweit. Das war sowohl absolut als auch prozentual die höchste Anzahl Stimmen, die je ein Bewerber der Prohibition Party bei einer landesweiten Wahl erhielt.
John Bidwell war eine Zeit lang Freimaurer, verließ die Gruppe aber, weil er glaubte, sie sei nutzlos. Er erklärte dies in einem Brief an Annie Bidwell am 17. Oktober 1867.